# Garden Spur
Der Garden Spur (englisch für Gartensporn) ist ein Felssporn an der Dufek-Küste der antarktischen Ross Dependency. Als einer der Longhorn Spurs ragt er 5 km südlich des Cape Surprise an der Ostflanke des Massam-Gletschers auf. 
Die Südgruppe einer von 1963 bis 1964 dauernden Kampagne im Rahmen der New Zealand Geological Survey Antarctic Expedition benannte ihn nach seinem Artenreichtum an Moosen, Algen und Flechten.